# Nagyszeminárium (Veszprém)
A veszprémi nagyszeminárium épülete a veszprémi történelmi városrészben a Szent Mihály Székesegyház mellett helyezkedik el, a vár legészakibb épülete. Funkcióját tekintve eredetileg papnevelő intézetként működött, majd 1952-ben állami tulajdonba került.

## Az épület története
A Szent Anna tiszteletére szentelt Papnevelő Intézet felállítását Volkra Ottó gróf veszprémi püspök határozta el, vezetésével a városba telepített piaristákat bízta meg. Az intézetnek egészen az 1770-es évekig nem volt székháza. A mindenkori püspököktől erre a célra átengedett, többé-kevésbé alkalmas épületekben nyert elhelyezést. Az alapító Volkra püspök 1720 decemberében bekövetkezett halála után még egy évig állt fenn az intézet, majd szünetelt, míg Bíró Márton a szemináriumot új életre nem keltette. 1745-ben az Acsády által felépített püspöki palotába került a szeminárium. 10 évig laktak itt a papnövendékek, mert Bírónak szüksége volt az épületre. A szeminárium 1754-ben a Bíró féle kanonoki házba került át. Innen rövidesen a Székesegyháztól északra, a mostani szeminárium telkén állott Lenthy-féle házba költözött át. Ebben a házban húzódtak meg a szeminaristák mindaddig, amíg az új fel nem épült. Koller rövid, tíz évi püspöksége alatt majdnem teljesen felépítette a mai püspöki rezidenciát, restauráltatta a Gizella-kápolnát és minden előkészületet megtett a szeminárium építésére. Azonban az építkezés kezdete előtt nem sokkal meghalt. Végrendeletében 10 ezer rénes forintot hagyott e célra. Drávecz József káptalani helynök 1773. május 29-én tette le az alapkövet a mostani épület déli szárnyának a székesegyház sekrestyéje felé eső sarkán. Fellenthali Fellner Jakab építész készítette a tervrajzokat. 1775. március 7-én az épületnek a székesegyház felé eső szárnya 8 szobával már tető alatt állt és belekezdtek a középső szárnyba is. A déli szárnyat hamar befejezték és az új iskolaévet 1775. november 15-én már itt kezdhették a hallgatók. Azonban az építkezés a folytatására a fedezet nem volt biztosított, mígnem a kancellária 1776. január 25-én javasolta a királynőnek a még szükséges pénz kiutalását. 1781-82-ben fejeződött be a szeminárium építése. Ekkor már Fellner Jakab az épület tervezője is eltávozott az élők sorából. Bajzáth a papnövendékekhez fordulva: "Sunt Heruli ipsi" szavakkal az intézetet ünnepélyesen átadta rendeltetésének. A Fellner tervezte nagyszeminárium új alakot nyert 1933 nyarán, amikor az eredetileg kétemeletes épület - Linczmájer György veszprémi építészmérnök tervei alapján - újabb emelettel bővült.

## Sorsa a szocializmusban
A feljegyzések szerint 1952 áprilisától egy őrzászlóalj tartózkodott az épületben, majd szeptembertől a Veszprémi Vegyipari Egyetem kapta meg diákotthoni célra. Az épület nagy része - mely külsőleg jobb képet mutatott, mint a falakon belül - 1957 szeptemberében a veszprémi Államigazgatási Iskolához került. A megyei tanács, mint az épület kezelője lehetőségeihez mérten támogatást adott az épület és az intézet fenntartásához. Fejlesztésre, minőségi változtatásra csak 1962-63-ban lehetett először gondolni. 1963 júliusában a Minisztertanács Titkárság Főkönyvelősége átvette az épületet minden berendezésével, felszerelésével együtt. Ekkor született meg a döntés, hogy rekonstrukciós munkára van szükség. Ez a program 1964-ben a konyha átépítésével, felszerelésének korszerűsítésével kezdődött, A kollégium távolról II.majd 1965-ben az épület külső tatarozása és az elektromos hálózat cseréje következett. Ekkor történt meg a főbejárati kapu átépítése is. A belső átalakítás 1966 és 1968 között folyt szakaszosan, majd a következő évben került sor a tetőzet teljes cseréjére. Különösen 1970-től volt megfigyelhető a belső felszerelés fokozott korszerűsítése. Időközben megállapodás született a Körmendy-kanonok ház átvételére és az intézet bővítésére. 1976 augusztusában tárgyalások kezdődtek, hogy a Körmendy-kanonok ház kezelése és használata az intézethez kerüljön. A megállapodás 1978-ban jött létre. 1979 októberében a Veszprém Járási Építőipari Szövetkezet elnöke és az intézet igazgatója aláírta a kivitelezési szerződést. Másnap megkezdődött a munka és rekord idő alatt, 1981 augusztusára be is fejeződött, amikor is az épület műszaki átadása megtörtént. 1984 és 1987 között sorra került a 20-as épület teljes külső felújítása a tetőszerkezet cseréjével együtt.

## Legújabb funkciója
1995-ben a Körmendy-ház homlokzati felújítása is megtörtént. Az Államigazgatási Kar veszprémi kihelyezett képzését megszüntette és a tárgyalások eredményeként a 2008-as őszi félévtől már a Pannon Egyetem tulajdonát képezi az épület.
Az épületben 2002 óta működik a Várfok Kollégium (2006-ig a Veszprémi Egyetem, majd a Pannon Egyetem kollégiumaként), mely 2010 szeptemberétől a Harsányi János Szakkollégiummal osztja meg az épület 2. emeletét.
Az épület műemléki védelem alatt áll.

## Külső hivatkozások
- Veszprém műemlékjegyzéke Archiválva 2011. november 12-i dátummal a Wayback Machine-ben
- A Pannon Egyetem Kollégiumai